# Acropteris ceramata
Acropteris ceramata es una especie de polilla del género Acropteris, familia Uraniidae.

## Taxonomía
Fue descrita científicamente por Walker en 1862.